# 싱가포르-남아시아 정교회 수도 대교구
싱가포르-남아시아 수도 대교구(그리스어: Ιεράς Μητροπόλεως Σιγκαπούρης και Νοτίου Ασίας)는 동방 정교회의 콘스탄티노폴리스 총대주교청 산하 교구이다. 주교좌의 소재지는 싱가포르이다. 싱가포르를 비롯하여 인도네시아, 말레이시아, 브루나이, 몰디브, 스리랑카, 방글라데시, 인도, 네팔, 부탄, 파키스탄, 아프가니스탄 등 남아시아의 여러 나라를 사목하고 있다. 2008년 1월 콘스탄티노폴리스 총대주교청 시노드의 결정에 따라 설정됐다.

## 역사
2008년까지 콘스탄티노폴리스 총대주교청은 남아시아 및 동남아시아 지역에 1996년 11월에 설정된 홍콩-동남아시아 정교회 수도 대교구라는 교구 하나만 있었다. 당시 홍콩-동남아시아 수도 대교구는 홍콩을 포함해 마카오, 중국, 타이완, 몽골, 필리핀, 베트남, 캄보디아, 라오스, 태국, 미얀마 뿐만 아니라 싱가포르, 인도네시아, 말레이시아, 브루나이, 몰디브, 스리랑카, 방글라데시, 인도, 네팔, 부탄, 파키스탄, 아프가니스탄까지 담당하고 있었다.
2008년 1월 9일 콘스탄티노폴리스 총대주교청 시노드는 홍콩 수도 대교구의 광활한 사목 지역을 나누어 싱가포르와 인도네시아, 말레이시아, 브루나이, 몰디브, 스리랑카, 방글라데시, 인도, 네팔, 부탄, 파키스탄, 아프가니스탄을 관할하는 싱가포르-남아시아 수도 대교구를 새로 설정하기로 결정했다. 3년 간의 유예기간을 거쳐 최초의 교구장 주교가 임명됐다. 2011년 11월 3일 콘스탄티노폴리스 총대주교청 시노드는 대수도사제 콘스탄티노스 트실리스를 싱가포르-남아시아 수도 대교구의 첫 교구장으로 선출했다. 그는 같은 해 11월 21일 콘스탄티노폴리스 세계 총대주교 바르톨로메오스 1세에 의해 주교 서품을 받았다.